# Abelardo L. Rodríguez, Chiapas
Abelardo L. Rodríguez är en ort i Mexiko.   Den ligger i kommunen Cintalapa och delstaten Chiapas, i den sydöstra delen av landet, 600 km sydost om huvudstaden Mexico City. Abelardo L. Rodríguez ligger 579 meter över havet och antalet invånare är 807.
Terrängen runt Abelardo L. Rodríguez är platt söderut, men norrut är den kuperad. Runt Abelardo L. Rodríguez är det ganska glesbefolkat, med 29 invånare per kvadratkilometer. Närmaste större samhälle är Cintalapa de Figueroa, 9,0 km öster om Abelardo L. Rodríguez. Omgivningarna runt Abelardo L. Rodríguez är en mosaik av jordbruksmark och naturlig växtlighet.